# 奎夫爾鎮區 (密蘇里州派克縣)
奎夫爾鎮區（英語：Cuivre Township）是位於美國密蘇里州派克縣的一個行政鎮區。

## 地方資料
奎夫爾鎮區的面積為267.32平方千米，當中陸地面積為266.03平方千米，而水域面積為1.29平方千米。根據2020年美國人口普查的數據，當地共有人口6801人，而人口密度為每平方千米25.44人。